# مزرعه جادویی
مزرعه جادویی (انگلیسی: Magic Farm) یک فیلم طنز سوررئال محصول سال ۲۰۲۵ به نویسندگی و کارگردانی آمالیا اولمان و با بازی کلویی سونی، الکس ولف، گیرمو یاکوبوویچ، جو آپولونیو، والریا لوئیس، کامیلا دل کامپو و سایمون رکس است.
این فیلم در تاریخ ۲۸ ژانویه ۲۰۲۵ در جشنواره فیلم ساندنس و در تاریخ ۱۶ فوریه ۲۰۲۵ در هفتاد و پنجمین جشنواره بین‌المللی فیلم برلین به نمایش درآمد.

## داستان
در بحبوحه یک بحران سلامتی قریب‌الوقوع، یک گروه فیلمبرداری برای تهیه گزارش از یک نوازنده به آمریکای جنوبی سفر می‌کنند، اما متوجه می‌شوند که به کشور اشتباهی رسیده‌اند و اتفاقات عجیبی برایشان رقم می‌خورد.

## بازیگران
- الکس ولف در نقش جف
- کلوئی سونی در نقش ادنا
- جو آپولونیو در نقش جاستین
- کامیلا دل کامپو در نقش مانچی
- سایمون رکس در نقش دیو
- آمالیا اولمان در نقش النا
- والریا لوئیس در نقش پوپا
- گیلرمو ژاکوبوویچ در نقش رسیونیستا

## تاریخ تولید و انتشار
این فیلم به نویسندگی و کارگردانی آمالیا اولمان و تهیه‌کنندگی الکس هیوز، یوجین کوتلیارنکو و ریکاردو مادلوسو ساخته شده است. بازیگران شامل کلوئی سونی و الکس ولف و همچنین جو آپولونیو، کامیلا دل کامپو و سایمون رکس هستند.
تصویربرداری اصلی در آرژانتین انجام شد. و در اوت ۲۰۲۴ به پایان رسید.
این فیلم برای اولین بار در جشنواره فیلم ساندنس در ۲۸ ژانویه ۲۰۲۵ به نمایش درآمد. و در ۲۵ آوریل ۲۰۲۵ در به صورت عمومی در ایالات متحده اکران شد.

## آرا و نظرات
کارلوس آگیلار در نقدی برای ورایتی، این فیلم را «یک طنز رسماً رادیکال و گزنده درباره آمریکایی‌های نفرت‌انگیز و سرگردان در یک شهر دورافتاده آرژانتینی» توصیف کرد.